# Tafaia brunnea
Tafaia brunnea är en skalbaggsart som beskrevs av Jan Krikken 1971. Tafaia brunnea ingår i släktet Tafaia och familjen Cetoniidae. Inga underarter finns listade i Catalogue of Life.